# Josef Wagner (Politiker, 1940)
Josef „Pepi“ Wagner (* 21. April 1940 in Wien; † 9. April 2002 in Mödling) war ein österreichischer Politiker (LIF) und Baumeister. Er war von 1993 bis 1998 Abgeordneter zum Landtag von Niederösterreich.

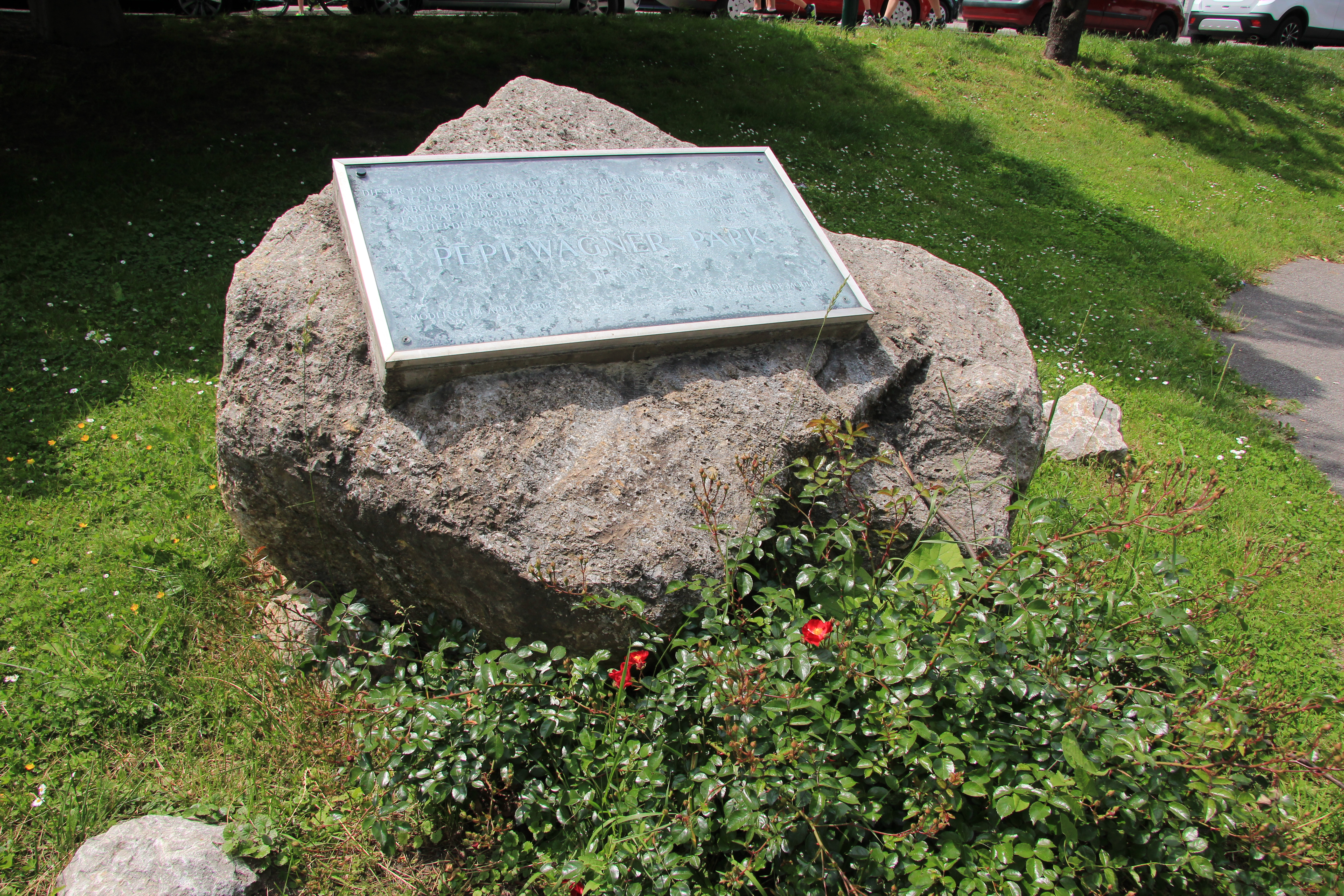
Gedenkstein im Pepi-Wagner-Park in Mödling

Wagner besuchte nach der Volksschule eine Hauptschule und absolvierte danach die Höher Technische Lehranstalt für Hochbau in Mödling. Er legte 1965 die Baumeisterprüfung ab und war zudem als gerichtlich beeideter Sachverständiger tätig. Er engagierte sich in der Lokalpolitik Mödlings, wobei er von 1981 bis 1995 Gemeinderat angehörte und von 1985 bis 1990 das Amt des Vizebürgermeister innehatte. Er trat bei der Landtagswahl in Niederösterreich 1988 mit der „Liste Pepi Wagner“ im Wahlkreis „Viertel unter dem Wienerwald“ an, erreichte jedoch nur 0,57 % der Stimmen in Niederösterreich. Bei der Landtagswahl in Niederösterreich 1993 kandidierte er für das Liberale Forum und wurde nach dem Gewinn von drei Mandaten am 7. Juni 1993 als Abgeordneter zum Landtag angelobt. Bereits 1994 trat er aus dem LIF aus und war dadurch der erste fraktionslose Abgeordnete im Niederösterreichischen Landtag. Bei der Landtagswahl in Niederösterreich 1998 kandidierte Wagner erneut mit der Liste Pepi Wagner, scheiterte jedoch mit 0,78 % erneut am Einzug in den Landtag. Er schied dadurch am 16. April 1998 aus dem Landtag aus.
2002 wurde Wagner nach einem Herzinfarkt tot in seiner Wohnung aufgefunden.